# Евстафий Каппадокийский
Евста́фий Каппадо́кийский (др.-греч. Εὐστάθιος Καππᾰδόκης, IV век) — античный философ-неоплатоник, представитель Пергамской школы неоплатонизма, ученик Ямвлиха, ученик Эдесия.
Евстафий упоминается в сочинении Евнапия «Жизни философов и софистов». Евстафий был родственником Эдесия. Отличался благородством и таким необычайным красноречием, что император Констанций II поручил ему переговоры с персидским царём. Евстафий необычайно мудро истолковывал оракулы, и такой же мудростью отличалась его жена Сосипатра.